# Adelaida Orleánská
Luisa Marie Adelaida Evženie Orleánská (francouzsky: Louise Marie Adélaïde Eugénie; 23. srpna 1777, Paříž – 31. prosince 1847, Paříž) byla francouzská princezna, jedna z dcer-dvojčat Ludvíka Filipa II. Orleánského, během Velké francouzské revoluce známého jako Filip Egalité, a Luisy Marie Adelaidy Bourbonské. Po narození byla titulována jako Mademoiselle de Chartres, po smrti starší sestry-dvojčete v roce 1782 Mademoiselle d'Orléans, Mademoiselle (1783–1812) a Madame Adélaïde (1830). Jako členka vládnoucího rodu Bourbonů byla princeznou královské krve.

## Život
Adelaida a její starší sestra-dvojče Františka se narodily v Palais Royal 23. srpna 1777 Ludvíku Filipovi II. Orleánskému a Luise Marii Adelaidě Bourbonské. Její sestra zemřela v roce 1782 ve věku čtyř let. Adelaida byla vychovávána podle liberálních principů své guvernantky Madame de Genlis, které se staly také jejím vlastním politickým přesvědčením. Získala vynikající, ale také velmi tvrdé a namáhavé vzdělání; aby se utvrdila, naučila se spát na tvrdé posteli a každý den vstávat v šest. Své guvernantce byla hluboce oddána a požadavek její matky, aby byla de Genlis nahrazena, i když bez úspěchu, pro ni byl údajně příčinou velkých obav. Uvažovalo se o ní jako o manželce vévody z Angoulême, plány však zhatila královna Marie Antoinetta. Později si měla vzít vévodu z Berry, ani tyto plány však nevyšly.
Během Velké francouzské revoluce ji de Genlis alespoň jednou vzala do radikálního klubu Cordelieres. V roce 1791 její otec de Genlis požádal, aby kvůli bezpečnosti odvezla Adelaidu do Anglie. O rok později je povolal zpět, aby zabránil zařazení Adelaidina jména do seznamu emigrantů. Když však dorazili do Francie, de Genlis zjistila, že Adelaida na seznamu již je, a její otec, jehož politická situace se zhoršila, ji požádal, aby Adelaidu opět odvezla.
Adelaida dostávala lekce malby od Pierre-Josepha Redouté, důsledkem čehož vytvořila několik vysoce uznávaných botanických studií.

### Život v exilu
V roce 1792 opustila s de Genlis Francii a odešla do Rakouského Nizozemí a pak do Švýcarska, kde byla umístěna do kláštera Bremgarten. Během vlády Teroru ve Francii zemřel její otec pod gilotinou a matka vyhoštěna do Španělska. Někdy na jaře 1794 se Adelaida odstěhovala do domu své tety princezny z Conti. V roce 1798 se odstěhovali do Bavorska, poté do Bratislavy a v roce 1801 se připojily k její matce v Barceloně. Její vztah s matkou nebyl dobrý, protože nesouhlasila s matčiným vztahem s kancléřem de Folmont.
Dne 25. listopadu 1809 se Adelaida s matkou zúčastnila v sicilském Palermu svatby svého bratra Ludvíka Filipa s princeznou Marií Amálií Neapolsko-Sicilskou. Po svatbě se nevrátila s matkou do Španělska, ale raději zůstala s bratrem a švagrovou v Palazzo Orléans v Palermu. Byla popisována jako zcela oddaná bratrovi a jeho rodině; spojila se se švagrovou ve vzájemné lásce a starosti o bratra a stala se druhou matkou jeho dětem.

### Návrat do Francie
Po Napoleonově pádu v roce 1814 se Adelaida vrátila s bratrem a jeho rodinou do Paříže a usadila se s nimi v Palais Royal. Během restaurace Bourbonů byl Palais Royal popisován jako centrum vysokého společenského života společnosti v hlavním městě. Navzdory zvyku, že by se neprovdaná "stará panna" měla držet v ústraní, byla to spíše Adelaida, než její zdrženlivější švagrová, kdo se ujímal role hostitelky.
Adelaida byla popisována jako rozhodná, intelektuální a upřímná a byla vůdčí silou při rodinných radách rodu Orléans. Její věrnost vůči bratrovi byla vysvětlována jejím brzkým odloučením od rodiny a tím, že její bratr je první osobou, ke které mohla pociťovat náklonnost. Ludvík Filip se zase spoléhal na její inteligenci a věrnost, učinil z ní svého důvěrníka a poslouchal její rady, a proto na něj sestra měla velký politický vliv. Byla vychována liberálkou a podporovala myšlenku konstituční monarchie a parlamentní vlády.
Neměla dobré vztahy s vládnoucí rodinou Bourbonů; kvůli jejich zpátečnickým myšlenkám a nepřátelství, které jí a její rodině projevovali, zejména Marie Terezie Bourbonská. Adelaida spíše než její bratr je popisována jako aktivní hlava orleánské frakce a ona měla aktivní touhu a ambice, aby se z něj stal panovník. Ve svém bytě v Palais Royal hostila salon, který se stal centrem liberální opozice vůči režimu, a pomocí svého velkého osobního jmění podpořila liberální tisk a různé politické herce, umělce, intelektuály a vlivné osobnosti, aby shromáždila podporu pro svého bratra, mezi nimi Talleyranda.

### Červencová monarchie
Když se Ludvík Filip stal králem Francouzů ve vládě známé jako Červencová monarchie (1830–1848), stala se Adelaida známou jako Madame Adelaide. Celý svůj život byla bratrovým věrným rádcem nebo, v žargonu 19. století, jeho "Egeria". Byla to ona, kdo ho údajně povzbuzoval, aby korunu během červnové revoluce přijal, a její vliv během jeho vlády zůstal nedotčený. Po vypuknutí červencové revoluce byla rodina Orléans v Neuilly.
Adelaida Ludvíka Filipa přesvědčila, kdy je ten správný okamžik, aby se postavil jako vůdce opozice proti absolutní monarchii Karla X. a představil se jako kandidát konstituční monarchie, která stála mezi neoblíbenou absolutní monarchií a republikanismem. V tom porazila pohled své švagrové Marie Amálie, která byla věrná starší panující větvi. Když dorazily zvěsti, že royalisté zatknou Ludvíka Filipa, evakuoval se do Le Raincy a děti byly poslány do Villiers-Coterets, ale Adaeida a Marie Amálelie zůstaly v Neuilly. Když delegace dorazila do Neuilly a nabídla Ludvíku Filipovi korunu, Marie Amálie odmítla nabídku jménem sebe a svého manžela jako urážku a vyčetla Schefferovi a Thiersovi, že je urazili tím, že to učinili. Adelaida však nabídku přijala s argumentem, že její bratr by udělal cokoli, aby zachránil zemi, kterou miluje, před anarchií. Thiers přijal odpověď Adelaidy raději než Marie Amálie se slovy: "Madame, dejte své rodině korunu". Poté následovalo několik dalších návštěv lidí, kteří žádali Ludvíka Filipa, aby korunu přijal: všem Marie Amálie odpověděla, že je Ludvík Filip čestný muž, a proto to nemůže udělat, zatímco Adelaida jí odporovala tím, že prohlásila, že by měla nabídku Ludvíku Filipovi předložit poslanecká komora; a pokud by váhal, odešla by do Paříže a přijala korunu za něj. Brzy poté poslanecká komora předvolala Ludvíka Filipa do Paříže, aby mu předložila svou nabídku. Odhaduje se, že korunu přijal převážně kvůli Adelaidě.
Dne 6. srpna 1830 byla Adelaida a její švagrová přítomna na tribuně při ceremoniálu v úřadovně v Paříži, když byl Ludvík Filip prohlášen za francouzského krále. Spolu se švagrovou navštívila ty, kteří byli během revoluce zraněni, a finančně je podpořila. V říjnu 1830 se dav vloupal do Palais Royal a opakované pokusy byly učiněnyk tomu, aby byli popravení ministři bývalého režimu, což Ludvík Filip odmítl. Když maršál Gérard poznamenal, že je obtížné je ochránit, odpověděla: "Monsieur, pak při pokusu všichni zahyneme". Během své vlády Ludvík Filip svou sestru denně navštěvoval, diskutoval s ní o záležitostech státu a rodiny a následoval její rady. Její smrt byla proto považována za velkou ztrátu nejen v emocionálním, ale i politickém měřítku.
Adelaida Orleánská zemřela 31. prosince 1847, dva měsíce před abdikací Ludvík Filipa 24. února 1848. Byla pohřbena na pohřebišti rodiny Orléans v královské kapli v Dreux.

## Vývod z předků
|                    |                                 |  |                         |                                        |  |  |  |  |  |  |  | Filip II. Orleánský |
|                    |                                 |  |                         |                                        |  |  |  |  |  |  |  |                     |
|                    | Ludvík I. Orleánský             |  |                         |                                        |  |  |  |  |  |  |  |                     |
|                    |                                 |  |                         |                                        |  |  |  |  |  |  |  |                     |
|                    |                                 |  |                         | Františka Marie Bourbonská             |  |  |  |  |  |  |  |                     |
|                    |                                 |  |                         |                                        |  |  |  |  |  |  |  |                     |
|                    | Ludvík Filip I. Orleánský       |  |                         |                                        |  |  |  |  |  |  |  |                     |
|                    |                                 |  |                         |                                        |  |  |  |  |  |  |  |                     |
|                    |                                 |  |                         | Ludvík Vilém I. Bádensko-Bádenský      |  |  |  |  |  |  |  |                     |
|                    |                                 |  |                         |                                        |  |  |  |  |  |  |  |                     |
|                    | Augusta Bádenská                |  |                         |                                        |  |  |  |  |  |  |  |                     |
|                    |                                 |  |                         |                                        |  |  |  |  |  |  |  |                     |
|                    |                                 |  |                         | Sybilla Marie Augusta Toskánská        |  |  |  |  |  |  |  |                     |
|                    |                                 |  |                         |                                        |  |  |  |  |  |  |  |                     |
|                    | Ludvík Filip II. Orleánský      |  |                         |                                        |  |  |  |  |  |  |  |                     |
|                    |                                 |  |                         |                                        |  |  |  |  |  |  |  |                     |
|                    |                                 |  |                         | František Ludvík Bourbon-Conti         |  |  |  |  |  |  |  |                     |
|                    |                                 |  |                         |                                        |  |  |  |  |  |  |  |                     |
|                    | Ludvík Armand Bourbonský        |  |                         |                                        |  |  |  |  |  |  |  |                     |
|                    |                                 |  |                         |                                        |  |  |  |  |  |  |  |                     |
|                    |                                 |  |                         | Marie Tereza Bourbonská                |  |  |  |  |  |  |  |                     |
|                    |                                 |  |                         |                                        |  |  |  |  |  |  |  |                     |
|                    | Luisa Henrietta Bourbonská      |  |                         |                                        |  |  |  |  |  |  |  |                     |
|                    |                                 |  |                         |                                        |  |  |  |  |  |  |  |                     |
|                    |                                 |  |                         | Ludvík III. Bourbonský z Condé         |  |  |  |  |  |  |  |                     |
|                    |                                 |  |                         |                                        |  |  |  |  |  |  |  |                     |
|                    | Luisa Alžběta Bourbonská        |  |                         |                                        |  |  |  |  |  |  |  |                     |
|                    |                                 |  |                         |                                        |  |  |  |  |  |  |  |                     |
|                    |                                 |  |                         | Luisa Františka Bourbonská             |  |  |  |  |  |  |  |                     |
|                    |                                 |  |                         |                                        |  |  |  |  |  |  |  |                     |
| Adelaida Orleánská |                                 |  |                         |                                        |  |  |  |  |  |  |  |                     |
|                    |                                 |  |                         |                                        |  |  |  |  |  |  |  |                     |
|                    |                                 |  | Ludvík XIV. Francouzský |                                        |  |  |  |  |  |  |  |                     |
|                    |                                 |  |                         |                                        |  |  |  |  |  |  |  |                     |
|                    | Ludvík Alexandr Bourbonský      |  |                         |                                        |  |  |  |  |  |  |  |                     |
|                    |                                 |  |                         |                                        |  |  |  |  |  |  |  |                     |
|                    |                                 |  |                         | Madame de Montespan                    |  |  |  |  |  |  |  |                     |
|                    |                                 |  |                         |                                        |  |  |  |  |  |  |  |                     |
|                    | Ludvík Jan Maria Bourbonský     |  |                         |                                        |  |  |  |  |  |  |  |                     |
|                    |                                 |  |                         |                                        |  |  |  |  |  |  |  |                     |
|                    |                                 |  |                         | Anne Jules de Noailles                 |  |  |  |  |  |  |  |                     |
|                    |                                 |  |                         |                                        |  |  |  |  |  |  |  |                     |
|                    | Marie Viktorie de Noailles      |  |                         |                                        |  |  |  |  |  |  |  |                     |
|                    |                                 |  |                         |                                        |  |  |  |  |  |  |  |                     |
|                    |                                 |  |                         | Marie-Françoise de Bournonville        |  |  |  |  |  |  |  |                     |
|                    |                                 |  |                         |                                        |  |  |  |  |  |  |  |                     |
|                    | Luisa Marie Adéla Bourbonská    |  |                         |                                        |  |  |  |  |  |  |  |                     |
|                    |                                 |  |                         |                                        |  |  |  |  |  |  |  |                     |
|                    |                                 |  |                         | Reginald III. Estenský                 |  |  |  |  |  |  |  |                     |
|                    |                                 |  |                         |                                        |  |  |  |  |  |  |  |                     |
|                    | František III. Estenský         |  |                         |                                        |  |  |  |  |  |  |  |                     |
|                    |                                 |  |                         |                                        |  |  |  |  |  |  |  |                     |
|                    |                                 |  |                         | Šarlota Felicita Brunšvicko-Lüneburská |  |  |  |  |  |  |  |                     |
|                    |                                 |  |                         |                                        |  |  |  |  |  |  |  |                     |
|                    | Marie Tereza Felicitas Estenská |  |                         |                                        |  |  |  |  |  |  |  |                     |
|                    |                                 |  |                         |                                        |  |  |  |  |  |  |  |                     |
|                    |                                 |  |                         | Filip II. Orleánský                    |  |  |  |  |  |  |  |                     |
|                    |                                 |  |                         |                                        |  |  |  |  |  |  |  |                     |
|                    | Šarlota Aglaé Orleánská         |  |                         |                                        |  |  |  |  |  |  |  |                     |
|                    |                                 |  |                         |                                        |  |  |  |  |  |  |  |                     |
|                    |                                 |  |                         | Františka Marie Bourbonská             |  |  |  |  |  |  |  |                     |
|                    |                                 |  |                         |                                        |  |  |  |  |  |  |  |                     |